# Río de Oro
Río de Oro – miasto w Kolumbii, w departamencie Cesar.